# Yasushi Ishii
Yasushi Ishii ( 石井 妥師 ishii yasushi), né le 10 mars 1970 dans la préfecture Tochigi, est un compositeur et seiyuu japonais.
Il est principalement connu en Occident pour avoir réalisé la bande son de l'anime Hellsing, ainsi que celle de la seconde saison de Darker than black (Ryuusei no gemini). Il est également la voix  de l'intelligence artificielle dans le jeu vidéo Chaos Legion. 

## Biographie
Ishii débute en 1991 comme compositeur pour Epic Records Japan, et a composé pour Misato Watanabe, Takashi Utsunomiya, avant de partir en tournée en tant que membre du groupe T.utu with the Band. C'est à ce moment qu'Ishii décide de changer l'écriture de son prénom de 恭史 vers 妥師 (la prononciation restant identique).
En 1994, alors que le groupe T.utu sort son premier album, Utsunomiya les quitte pour rejoindre un autre groupe, Boyo-Bozo which Ishii, pour lequel il composait déjà. Depuis la dissolution du groupe Boyo-Bozo, Ishii compose pour de nombreux groupes et chanteurs tels que Lazy Knack, Tomoe Shinohara, Masayuki Suzuki et V6. Il aide aussi à la production du premier album de Naoto Kine, Liquid Sun, du premier album de Crystal Kay, C.L.L～Crystal Lover Light, et du single Siren's Melody de Daisuke Asakura.